# Salvador Valeri i Pupurull
Salvador Valeri i Pupurull (* 30. Mai 1873 in Barcelona; † 22. April 1954) war ein katalanischer Architekt des Modernisme.

## Biografie
Salvador war der Sohn von Joan Valeri i Anglà, eines Baumeisters aus Oristà im Norden Kataloniens und von Elvira Pupurull i Torrens aus Barcelona. Er studierte an der Escuela Técnica Superior de Arquitectura de Madrid und der Escola Tècnica Superior de Arquitectura de Barcelona. Dort erhielt er am 2. August 1899 sein Architektendiplom. Er war viele Jahre als städtischer Architekt in El Papiol tätig.

## Bauwerke

### Casa Comalat
Sein bedeutendstes Werk befindet sich in Barcelona im Stadtteil Eixample an der Kreuzung der Avinguda Diagonal mit der Carrer Còrsega. Die Casa Comalat wurde 1906–1911 für den Textilindustriellen Joan Comat i Alenyà erbaut und ist durch drei Merkmale ausgezeichnet: die mit vielen geschwungenen Steinornamenten, die an Rokokoformen erinnern, beladene Vorderfront, die vollkommen gegensätzliche Rückfassade mit ihren verglasten Holzbalkonen und dem reichen Mosaikschmuck und die überbordende Innendekoration aus vergoldetem Stuck, der fast gelatinös wirkt und Applikationen aus glasierter Keramik trägt.

### Torre Cortés
Dieses Wohnhaus errichtete Salvador Valeri 1913 an der Carrer Bisbe Català im Stadtviertel Pedralbes von Barcelona. Auftraggeberin war Maria del Rosario Cortés. Das Haus besteht aus drei Etagen, dem Erdgeschoss und zwei Obergeschossen. Im Gegensatz zum schmucklosen Erdgeschoss, das ein Ladengeschäft beherbergt, sind die Fenster der Obergeschosse mit kreisförmigen Keramikelementen verziert, die von Blumengirlanden in Mosaiktechnik eingerahmt und bekrönt sind. Auf beiden Seiten des 2. Obergeschosses befinden sich polychrome Mosaikdekore, die Girlanden und geometrische Motive zeigen. Auf der wellenförmigen Bekrönung des Gebäudes sind sowohl an den Ecken als auch am Gipfelpunkt jeweils dekorative Steinkugeln angeordnet.

### Can Trian
Das in der Sommerfrische von Sant Vicenç dels Horts, etwa 17 km westlich von Barcelona, für Fèlix Trian erbaute Sommerhaus im Stil des Modernisme existiert heute leider nicht mehr.

### Fábrica Roca i Clos
1923 erbaute Salvador Valeri i Pupurull in Igualada die Textilfabrik Roca i Clos. Bemerkenswertestes Element des Gebäudes ist die mit ockerfarbenem Putz bedeckt Fassade, welche die roten Backsteindekore hervorhebt. Diese dominieren die Gestaltung mit ihren geschwungenen Linien, die bis zum oberen Ende des Gebäudes reichen. Erwähnenswert ist das Bemühen des Architekten, die Dachneigung komplett zu verbergen und so den oberen Gebäudekörper anzuheben.